# 福柏山
71°47′S 68°47′W / 71.783°S 68.783°W
福柏山（英語：Mount Phoebe）是南極洲的山峰，位於亞歷山大一世島東岸，處於海天星冰川和土星冰川之間，在1935年11月23日由美國的探險家拍攝照片，以土衛九命名。